# Đơn đạo

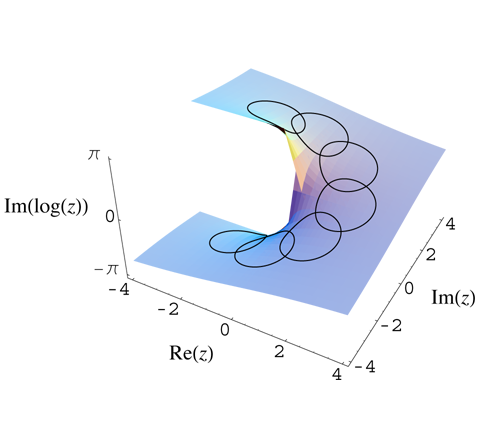
Phần ảo của logarit phức. Cố gắng xác định logarit phức trên C\{0} sẽ cho các giá trị khác nhau với các đường dẫn khác nhau. Điều này dẫn đến một nhóm đơn đạo vô hạn và một phủ của C\{0} bởi một helicoid (một ví dụ về mặt Riemann).

Trong toán học, đơn đạo là ngành nghiên cứu về cách các đối tượng trong giải tích toán học, tô pô đại số, hình học đại số và hình học vi phân hành xử khi chúng "chạy vòng quanh" một điểm kỳ dị. Như tên của nó, ý nghĩa cơ bản của đơn đạo xuất phát từ "đường chạy vòng quanh một điểm đơn". Nó liên quan chặt chẽ với các ánh xạ phủ và sự phân nhánh của chúng. Một hiện tượng mô tả sự thiếu đơn đạo là việc một số hàm số nhất định không còn là đơn trị khi "chạy vòng quanh" một đường cong bao quanh một điểm kỳ dị. Độ thiếu đơn đạo được đo bởi nhóm đơn đạo: một nhóm các phép biến đổi tác động lên dữ liệu mã hóa những gì xảy ra khi chúng ta "chạy vòng" theo một đường cong.

## Định nghĩa
Đặt X là một không gian tôpô liên thông địa phương có gốc với gốc x và đặt {\displaystyle p:{\tilde {X}}\to X} là một ánh xạ phủ với thớ (rời rạc) {\displaystyle F=p^{-1}(x)}. Đối một với vòng lặp γ: [0, 1] → X tại x, ký hiệu một phép nâng qua ánh xạ phủ, bắt đầu từ một điểm {\displaystyle {\tilde {x}}\in F}, bởi {\displaystyle {\tilde {\gamma }}}. Ký hiệu {\displaystyle {\tilde {x}}\cdot {\tilde {\gamma }}} là điểm cuối {\displaystyle {\tilde {\gamma }}(1)}, thường khác với {\displaystyle {\tilde {x}}}. Có những định lý nói rằng việc xây dựng này đưa ra một tác động nhóm được định nghĩa tốt của nhóm cơ bản π1(X, x) lên F, và rằng nhóm ổn định của {\displaystyle {\tilde {x}}} là {\displaystyle p_{*}(\pi _{1}({\tilde {X}},{\tilde {x}}))}, nghĩa là, một phần tử [γ] cố định một điểm trong F khi và chỉ khi nó được biểu thị bằng ảnh của một vòng lặp trong {\displaystyle {\tilde {X}}} tại điểm {\displaystyle {\tilde {x}}}. Tác động này được gọi là tác động đơn đạo và đồng cấu tương ứng π1(X, x) → Aut(H*(Fx)) vào nhóm tự đẳng cấu trên F đựoc gọi là đơn đạo đại số. Ảnh của đồng cấu này là nhóm đơn đạo. Có một ánh xạ khác π1 (X, x) → Diff(Fx)/Is(Fx) có ảnh được gọi là nhóm đơn đạo hình học.

## Ví dụ
Những ý tưởng này xuất hiện rõ ràng đầu tiên trong giải tích phức. Trong quá trình thác triển giải tích, một hàm giải tích F(z) trong một số tập con mở E của ℂ \ {0} có thể được thác triển trở lại vào E, nhưng với các giá trị mới.
Chẳng hạn, đặt
{\displaystyle {\begin{aligned}&F(z)=\log(z)\\&E=\{z\in \mathbb {C} \mid \operatorname {Re} (z)>0\}\end{aligned}}}
thì thác triển giải tích theo đường tròn
{\displaystyle |z|=1}
ngược chiều kim đồng hồ sẽ không cho F(z) mà cho
{\displaystyle F(z)+2\pi i}
Trong trường hợp này, nhóm đơn đạo là nhóm xiclic vô hạn và không gian phủ là phủ phổ dụng của mặt phẳng phức bị thủng. Phủ này có thể được hình dung như helicoid thu hẹp về ρ > 0.